# Žiga Mlakar
Žiga Mlakar, slovenski rokometaš, * 16. maj 1990.
Mlakar je otrok Rokometnega kluba Celje Pivovarna Laško. Prvič se je s športom srečal pri 12 letih, ko je kot številni mladi v Celju, začel vaditi pod okriljem rokometne šole Toneta Goršiča. Sledila je selitev v najtrofejnejši slovenski moški rokometni klub. Že zelo hitro je postal del homogene celote, se z mlajšimi klubskimi selekcijami redno uvrščal na zaključni turnir najboljše četverice, se veselil dveh naslovov državnega prvaka.
Pri 16 letih je dočakal debi v članski zasedbi kluba. Ob poškodbah ključnih desnih zunanjih igralcev, mu je priložnost za dokazovanje ponudil takratni trener in nekdanji selektor slovenske reprezentance Tone Tiselj. Po polovici sezone je sledila vrnitev na kaljenje v 1. B ligo, a z reorganizacijo članskega moštva je pod taktirko Mira Požuna vnovič dočakal priložnost za igranje med slovensko elito in jo s pridom izkoristil. V tekmovalnem letu 2014/15 se je odločil za selitev v bližnji Maribor, bil eden najvidnejših članov tamkajšnjega Branika, pred začetkom letošnje sezone pa se je uspešno vrnil v matični klub, igral je tudi med elito Lige prvakov. V članski kategoriji se je doslej štirikrat veselil naslova pokalnega prvaka, bil s Celjani državni prvak, pred začetkom letošnje sezone pa se je s klubom veselil še osvojitve slovenskega superpokala. Doslej je oblekel dres slovenske kadetske, mladinske in članske reprezentance, s slednjo pa si je zagotovil nastop na olimpijskih igrah v Riu de Janeiru.